# Сельское поселение «Новотроицкое» (Забайкальский край)
Се́льское поселе́ние «Новотроицкое» — муниципальное образование в Читинском районе Забайкальского края Российской Федерации.
Административный центр — село Новотроицк.

## История
Статус и границы сельского поселения установлены Законом Читинской области от 19 мая 2004 года «Об установлении границ, наименований вновь образованных муниципальных образований и наделении их статусом сельского, городского поселения в Читинской области».

## Население
| 2010  | 2011  | 2012  | 2013  | 2014  | 2015  | 2016  |
| ----- | ----- | ----- | ----- | ----- | ----- | ----- |
| 1512  | ↗1521 | ↘1476 | ↘1435 | ↘1386 | ↘1378 | ↘1346 |
| 2017  | 2018  | 2019  | 2020  | 2021  |       |       |
| ↘1334 | ↘1331 | →1331 | ↘1303 | ↗1371 |       |       |

## Состав сельского поселения
| № | Населённый пункт | Тип населённого пункта       | Население |
| - | ---------------- | ---------------------------- | --------- |
| 1 | Ильинка          | село                         | ↘314      |
| 2 | Новотроицк       | село, административный центр | ↘679      |
| 3 | Танха            | село                         | ↘299      |